# うんこマーク

GoogleのNotoフォントにおける表示

Twitter、Snapchat、Discordにおける表示

うんこマークとは、漫画で使用するマークの一つで、とぐろを巻いた大便の形状をしたマークである。うんちマークとも言われる。

## 概要

Phantom Open Emojiにおける表示

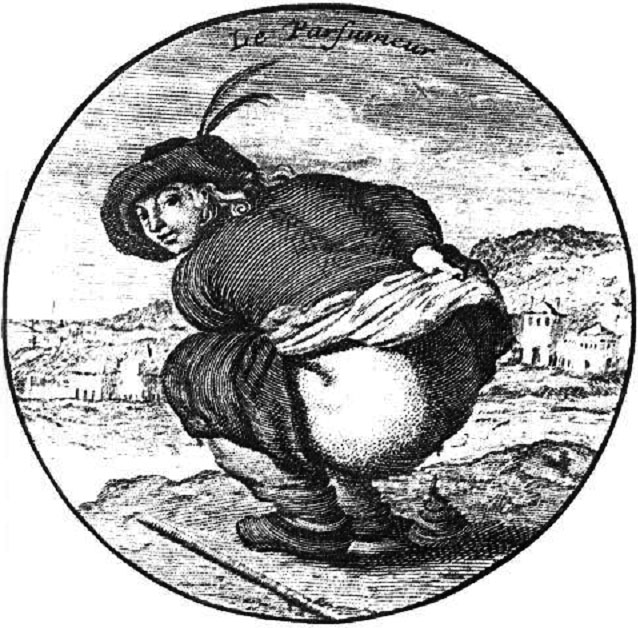
ベルナール・ピカール（1673年 - 1733年）が描いた『調香師』

うんこマークがとぐろを巻いた形状になったのは、ヤクルトの2006年の「快ウン トイレカレンダー」によると、江戸時代が起源だとする説が紹介されている。しかし、古くは日本では12世紀の『餓鬼草紙』（鎌倉時代）にとぐろ状のうんこが描かれ、ヨーロッパではベルナール・ピカール（1673年～1733年）が描いた『調香師』の絵に、とぐろを巻いたうんこが描かれている。
SoftBank絵文字、EZweb絵文字、Unicode 6.0.0に含まれている。

## 用途
- 大便を表す。
- トイレに行っていること、排泄していることを表す。
- 動物が糞を排泄している映像を流す際、実物の糞の映像を隠す。
- 「大便」「うんこ」「うんち」「くそ」「糞」という言葉を使って記述する際、文字での表現を避ける場合に使用する。
  - あまりにもダメなものや、どうしようもないものを表現する（「くそ」と表現されることに由来）。
  - 不快臭を放つものの比喩。

## Unicodeへの採用
Unicodeの6.0.0のバージョンでうんこマークがU+1F4A9で取り入れられた。制定時にこの文字の表現について常用とすべきか問題が生じたが、最終的にリアルな絵文字になった。

## うんこマークを模したキャラクター
- 楳図かずおの作品には「とぐろ虫」というキャラが存在する[1]。
- 漫画『Dr.スランプ』では、とぐろを巻いたうんこに顔と手足をつけた「うんちくん」というキャラが登場する。
- トモエ物産は「うんちくんグミ」など「うんちくん」の名のついた駄菓子を販売している[5]。
- 光浦靖子をモチーフにした「光浦オンチ」といううんこを模したキャラクターがおり、企画展「トイレ？行っトイレ！～ボクらのうんちと地球のみらい」ではうんち大使に任命されている。
- うんこマークを描いた絵本は非常に多く、トイレに行くことの大切さや、うんこに対する嫌悪感をなくすことが目的としたものが多い。
- 絵文字の国のジーンでは登場人物の1人となっている。

## その他
国際化ドメインに登録する申請が出た事があるが、「1文字のみ」という理由で却下されたが、ラオスのドメインでは、「poop-la」というサイトがhttp://💩.la/というドメインで登録された。これは世界初の(うんこ)絵文字のドメインである。
KONANといううんこマークのアイテム収集家のアイドルが存在する。
i-modeからiPhoneに音符マークの絵文字をメールで送信すると、うんこマークになるという問題が発生していた。これはi-modeの音符の絵文字の外字でのコードとSoftBankのうんこマークの絵文字の外字でのコードが同じであることにより発生する問題である。Unicode 6.0.0の絵文字でのデータ交換を行えばこのような問題は発生しなくなる。
Twitter（現:X）は2023年3月よりメディア対応向けメールアドレスに送られたメールに対し、うんこマークで自動返信している。

## 符号位置
| 記号 | Unicode | JIS X 0213 | 文字参照            | 名称        | Markdown |
| ---- | ------- | ---------- | ------------------- | ----------- | -------- |
| 💩   | U+1F4A9 |            | &#x1F4A9; &#128169; | PILE OF POO |          |